# Elijah Dixon-Bonner
Elijah Malik Dixon-Bonner (Harlow, 1 de enero de 2001) es un futbolista británico que juega en la demarcación de centrocampista para el Queens Park Rangers F. C. de la EFL Championship.

## Biografía
Tras empezar a formarse como futbolista en el Arsenal F. C. y posteriormente en el Liverpool F. C., tras cinco años subió al primer equipo, haciendo su debut el 4 de febrero de 2020 en la FA Cup contra el Shrewsbury Town F. C., tras sustituir a Harvey Elliott en el minuto 94. Dejó el club al expirar su contrato en junio de 2022 y, un par de meses después, inició un periodo de prueba con el Queens Park Rangers F. C. antes de firmar a mediados de octubre.
El 12 de marzo de 2025 fue cedido al Västerås SK, equipo sueco que acababa de descender a la Superettan, hasta el 8 de julio.

## Clubes
| Club                      | País       | Año       | Partidos | Goles |
| ------------------------- | ---------- | --------- | -------- | ----- |
| Liverpool F. C.           | Inglaterra | 2020-2022 | 3        | 0     |
| Queens Park Rangers F. C. | Inglaterra | 2022-2025 | 33       | 0     |
| Västerås SK (cedido)      | Suecia     | 2025      | 5        | 0     |
| Queens Park Rangers F. C. | Inglaterra | 2025-     |          |       |